# 和知駅
和知駅（わちえき）は、京都府船井郡京丹波町本庄馬場にある、西日本旅客鉄道（JR西日本）山陰本線の駅である。
国鉄時代より一部急行が停車していたことから、通勤利用客向けに、朝夕に特急列車の一部が停車していたが、特急停車は2011年3月11日を最後に取止められた。

## 歴史

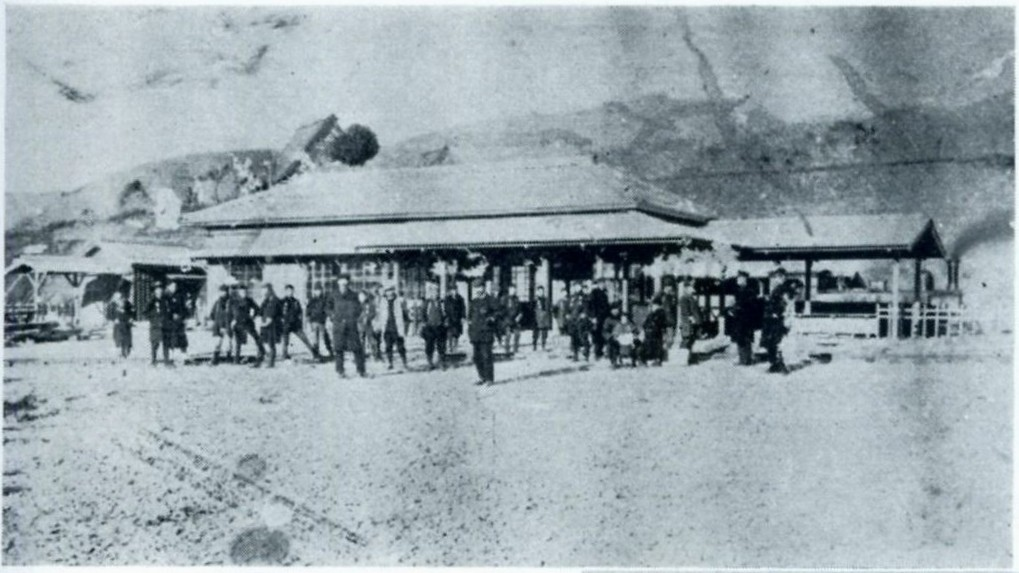
開業当時の和知駅。背後の山並みは今も変わらない。

- 1910年（明治43年）8月25日：鉄道院京都線園部駅 - 綾部駅間延伸時に開設[1]。客貨取扱開始[4]。
- 1912年（明治45年）3月1日：線路名称改定。京都線が山陰本線に編入され、当駅もその所属となる。
- 1973年（昭和48年）3月26日：貨物取扱廃止[4]。
- 1984年（昭和59年）10月1日：簡易委託駅化[5][6]。
- 1987年（昭和62年）4月1日：国鉄分割民営化に伴い、西日本旅客鉄道（JR西日本）の駅となる[4]。
- 1991年（平成3年）4月1日：舞鶴鉄道部発足に伴い、その管轄となる。また、社員を配置する直営駅となる[6]。
- 1999年（平成11年）
  - 4月：再度簡易委託駅化[7]。キヨスク閉店[7]。
  - 9月8日：駅舎内に売店開業[7]。
- 2006年（平成18年）7月1日：舞鶴鉄道部廃止に伴い福知山支社直轄に戻され、西舞鶴駅の被管理駅となる。
- 2011年（平成23年）3月12日：ダイヤ改正に伴い特急列車が全て通過となる[3]。
- （時期不明）：管理駅が西舞鶴駅から綾部駅へ移転したことに伴い、綾部駅の被管理駅となる。
- 2022年（令和4年）
  - 6月1日：管理駅を福知山駅に変更。
  - 10月1日：組織改正に伴い、近畿統括本部福知山管理部管轄となる。

## 駅構造
単式ホーム1面1線と島式ホーム1面2線、計2面3線を有する地上駅。駅舎は単式ホーム1番のりば側にあり、島式ホーム2・3番のりばへは跨線橋で連絡している。
1番のりばが下り本線、2番のりばが上り本線、3番のりばが上下副本線となっており、園部駅 - 綾部駅間の山陰本線の駅では珍しく、ホームが方向別に分けられている。原則として1番のりばと2番のりばが用いられる。3番のりばを使って列車待避や折返しが可能。朝7時台の京都方面行普通列車は特急通過待ちを行うため、3番のりばに停車する。高速化改良工事の際に京都側の上下本線を分岐するポイントは改良され、制限速度が60km/hから75km/hに引上げられている。
福知山駅管理の簡易委託駅。窓口が設置されており、売店も営業している。
2008年に駅スタンプの一斉更新が行われ旧来のスタンプがほぼ消滅したJR西日本の関西地方の駅としては非常に希少となった、元来の「わたしの旅」スタンプが設置されている。
キャッチフレーズは「四季おりおり味覚の町（黒色・五角形）」。
駅舎正面左側に町営バス・京タク乗務員事務所あり。

### のりば
| のりば | 路線     | 方向 | 行先             |
| ------ | -------- | ---- | ---------------- |
| 1      | 山陰本線 | 下り | 綾部・福知山方面 |
| 2・3   | 山陰本線 | 上り | 園部・京都方面   |

## 利用状況
1日平均乗車人員は以下の通り。1日平均乗降人員は以下の通り。
| 年度               | 1日平均 乗車人員 | 1日平均 乗降人員 |
| ------------------ | ---------------- | ---------------- |
| 1999年（平成11年） | 236              |                  |
| 2000年（平成12年） | 225              |                  |
| 2001年（平成13年） | 211              |                  |
| 2002年（平成14年） | 192              |                  |
| 2003年（平成15年） | 195              |                  |
| 2004年（平成16年） | 203              |                  |
| 2005年（平成17年） | 203              |                  |
| 2006年（平成18年） | 195              |                  |
| 2007年（平成19年） | 189              |                  |
| 2008年（平成20年） | 181              |                  |
| 2009年（平成21年） | 170              |                  |
| 2010年（平成22年） | 173              |                  |
| 2011年（平成23年） | 167              | 334              |
| 2012年（平成24年） | 178              | 354              |
| 2013年（平成25年） | 186              | 375              |
| 2014年（平成26年） | 173              | 344              |
| 2015年（平成27年） | 175              | 348              |
| 2016年（平成28年） | 170              | 338              |
| 2017年（平成29年） |                  | 304              |
| 2018年（平成30年） |                  | 282              |
| 2019年（令和元年） |                  | 254              |
| 2020年（令和2年）  |                  | 182              |
| 2021年（令和3年）  |                  | 190              |
| 2022年（令和4年）  |                  | 192              |
| 2023年（令和5年）  |                  | 176              |

## 駅周辺
- 京丹波町立和知ふれあいセンター
- 京丹波町役場和知支所（旧・和知町役場）
- 和知郵便局
- JA京都和知支店
- 京都北都信用金庫和知支店
- 京丹波町立和知小学校
- 京都府立林業大学校
- 国道27号
- 京都府道448号和知停車場線
- 由良川
- 阿上三所神社
- わち山野草の森

### バス路線
- 駅前広場より、京丹波町営バス 発着・行先4系統
- 朝・昼・夕に南丹市営バス直通便乗入（美山静原行）

## 隣の駅
西日本旅客鉄道（JR西日本）
 山陰本線
下山駅 - 和知駅 - 安栖里駅